# 歐登堡的阿瑪莉埃
阿玛丽亚·玛丽亚·费莉德丽克（希臘語：Αμαλία Μαρία Φρειδερίκη，1818年12月21日—1875年5月20日）是希腊王国王后和歐登堡大公国的女公爵。她的丈夫是希腊首位国王奥托一世。
她的丈夫奥托出身巴伐利亚的维特尔斯巴赫王朝，在1832年伦敦会议中被選為希腊王国的第一位国王。

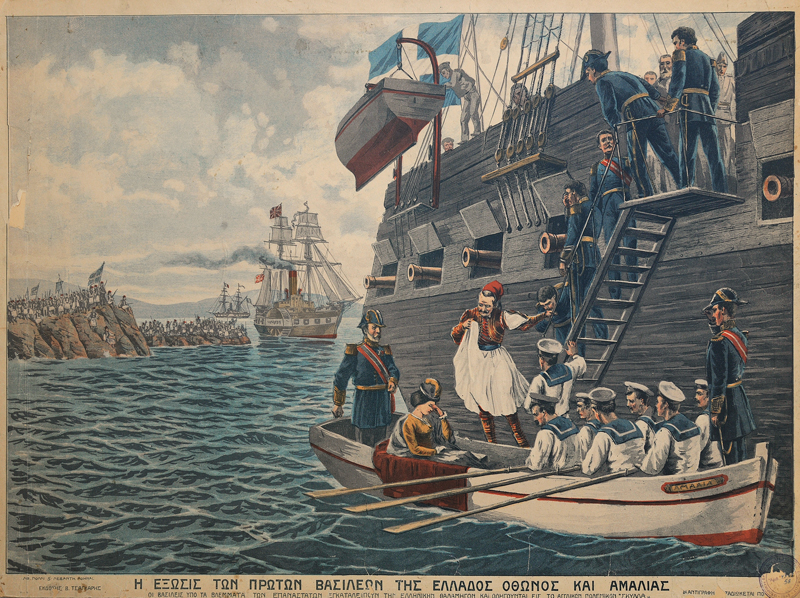
阿瑪麗亞與奥托一世離開「阿瑪麗亞」號以登上背景的英國護衛艦。「阿瑪麗亞」號在他們離開後改名「希臘」號

1836年，阿玛丽亚和奥托结婚，但一直没有孩子。阿玛丽亚在担任王后的初期以她的美貌和时尚品味而受到人民的爱戴。后来因为她开始涉足政治活動，加上不育，因此开始民望下降。奥托在1862年被推翻，他们一家最后流亡在巴伐利亚。